# Colorado (Rio Grande do Sul)
Colorado é um município brasileiro do estado do Rio Grande do Sul. É considerada o berço da lavoura mecanizada.

## História
Por volta de 1890 chegaram os primeiros colonizadores à terra Boa Esperança (majoritariamente italianos e alemães), cuja área pertencia ao município de Passo Fundo.
Criado em 3 de junho de 1962, o município foi instalado oficialmente em 13 de setembro do mesmo ano, sendo adotado o nome Colorado devido às águas turvas de um rio de mesmo nome e que serve de divisa.
É denominada de "Cidade sorriso, berço de um povo feliz!"

## Geografia
Localiza-se a uma latitude 28º31'26" sul e a uma longitude 52º59'39" oeste, estando a uma altitude de 428 metros.
Possui uma área de 284,74 km² e sua população estimada em 2004 era de 3.906 habitantes.